# 恰拉河
恰拉河是俄羅斯的河流，屬於奧廖克馬河的右支流，位於外貝加爾邊疆區、伊爾庫茨克州和薩哈共和國，河道全長851公里，流域面積約87,600平方公里。